# Xanthisch
Als xanthisch (gr. „xanthos“ = gelb) bezeichnet man die Tendenz einer Farbe hin zum Gelben, bzw. jene Farben (mit Ausnahme von Grün), die einen gelben Bestandteil haben, wie z. B. Orange oder Braun. Der Gegensatz davon nennt sich axanthisch.

## Xanthismus bei Tieren
Xanthismus beschreibt bei Tieren eine Form des Albinismus, die eine gelbe oder rote Farbe hervorruft.

## Xanthische Pflanzen
Der Begriff xanthisch beschreibt bei Pflanzen eine gelbliche Färbung von Blüten im Gegensatz zu cyantisch gefärbten Blüten. Dies beruht nicht, wie bei Tieren, auf Albinismus. Albine Pflanzen wären wegen des fehlenden Chlorophylls nicht lebensfähig, da das Chlorophyll zur Photosynthese benötigt wird.